# Sharp PC-3101
Sharp PC-3101 (PC-3101) је професионални рачунар, производ фирме Шарп (Sharp) који је почео да се израђује у Јапану током 1980. године.
Користио је Zilog Z80 A као централни микропроцесор а РАМ меморија рачунара PC-3101 је имала капацитет од 32 KB (до 48 KB). 
Као оперативни систем кориштен је FDOS (Sharp Operating System).

## Детаљни подаци
Детаљнији подаци о рачунару PC-3101 су дати у табели испод.
|                       |                                                                       |
| [ 1 ]                 |                                                                       |
| Произвођач            | Шарп                                                                  |
| Тип                   | професионални рачунар                                                 |
| Меморија              | 32 (до 48 )                                                           |
| Поријекло             | Јапан                                                                 |
| Година                | 1980                                                                  |
| Тастатура             | тастатура са пуним помаком тастера са одвојеном нумеричком тастатуром |
| Процесор              |                                                                       |
| Фреквенција процесора | 2                                                                     |
| RAM                   | 32 (до 48 )                                                           |
| ROM                   | 32 (+ Бејсик)                                                         |
| Текст                 | 40 x 16                                                               |
| Графика               |                                                                       |
| Боја                  | монохром                                                              |
| Звук                  | Texas Instruments SN-76596 PCM аудио процесор (6 канални звук)        |
| Димензије             | непознато                                                             |
| Портови               |                                                                       |
| Оперативни систем     |                                                                       |